# Słomniki
Słomniki è un comune urbano-rurale polacco del distretto di Cracovia, nel voivodato della Piccola Polonia.
Ricopre una superficie di 111,38 km² e nel 2004 contava 13 589 abitanti.